# 1887 au Nouveau-Brunswick
Chronologie du Nouveau-Brunswick
- 1883
- 1884
- 1885
- 1886
- 1887
- 1888
- 1889
- 1890
- 1891

Cette page concerne des événements survenus en 1887 dans la province canadienne du Nouveau-Brunswick.

## Événements
- Ouverture de la ligne Caraquet du chemin de fer néo-brunswickois.
- 22 février : à l'élection fédérale canadienne de 1887, 8 conservateurs, 5 libéraux, 2 libéraux-conservateurs et 1 député libéral-indépendant sont élus dans la province.
- 21 mai : le conservateur George Moffat remporte l'élection partielle fédérale sans opposition de Restigouche à la suite de la mort de son frère Robert Moffat.
- 20 au 28 octobre : les premiers ministres provinciaux Andrew George Blair (Nouveau-Brunswick), Honoré Mercier (Québec), Oliver Mowat (Ontario), John Norquay (Manitoba) et William Stevens Fielding (Nouvelle-Écosse) sont les principaux délégués de la conférence interprovinciale. On y discute de l'autonomie des provinces.
- 23 novembre : fondation du journal L'Évangéline à Digby, en Nouvelle-Écosse, par Valentin Landry. Il déménage à Moncton en 1905.
- 24 novembre : le député conservateur fédéral George Frederick Baird quitte ses fonctions de député de la circonscription de Queen's son élection étant contestée (il est réélu l'année suivante).

## Naissances
- 22 novembre : William Michael Ryan, député.

## Décès
- 25 avril : Robert Moffat, député.